# جايسون بريور
جايسون بريور (مواليد 26 سبتمبر 1987) هو مبارز بالسيف من الولايات المتحدة، مثّل بلاده في الألعاب الأولمبية الصيفية 2016.

## روابط رياضية
جايسون بريور على موقع الاتحاد الدولي للمبارزة (الإنجليزية)
- جايسون بريور على موقع أوليمبيديا (الإنجليزية)